# Џејмс Стерлинг
Џејмс Стерлинг (енгл. James Stirling; Глазгов, Шкотска, 1926 — 1992), био је британски архитекта. Сматран је неупоредивим иноватором послератне међународне архитектуре.
Школовао се на Универзитету у Ливерпулу на архитектонском факултету.
Од 1956. је сарађивао са Џејмсом Гауаном у Лондону. Током седам година сарадње они су дизајнирали неке од најзначајнијих пројеката тог времена као што су Хам Комон (1955-58), Инжењерска зграда на Универзитету у Лестеру (1959-63) и Зграда историјског факултета Универзитета у Кембриџу (1964-67).